# 细茎小红门兰
细茎小红门兰（学名：Ponerorchis exilis）也称
细茎红门兰，为兰科小红门兰属下的一个种。